# Campeonato navarro del Cuatro y Medio 2012
La XIV edición del Campeonato navarro del Cuatro y Medio, competición de pelota vasca en la variante de pelota mano profesional de primera categoría, se disputó en el año 2012. Fue organizada conjuntamente por Asegarce y ASPE, las dos principales empresas dentro del ámbito profesional de la pelota mano. Por parte de Asegarce participaron los pelotaris Aimar Olaizola, Oinatz Bengoetxea e Iker Arretxe y, por parte de Aspe Juan Martínez de Irujo, Julen Retegi, Abel Barriola y Mikel Idoate.

## Cuartos de final
| Fecha    | Frontón y localidad | Rojo              | Azul         | Tanteo |
| -------- | ------------------- | ----------------- | ------------ | ------ |
| 23/06/12 | Donibane, Musques   | Bengoextxea VI    | Arretxe II   | 22-07  |
| 29/06/12 | ..., Sopelana       | Barriola          | Mikel Idoate | 22-05  |
| 29/06/12 | ..., Sopelana       | Martínez de Irujo | Retegi Bi    | 22-07  |

## Semifinales
| Fecha    | Frontón y localidad  | Rojo        | Azul              | Tanteo |
| -------- | -------------------- | ----------- | ----------------- | ------ |
| 30/06/12 | Labrit, Pamplona     | Olaizola II | Bengoetxea VI     | 18-22  |
| 01/07/12 | Aritzbatalde, Zarauz | Barriola    | Martínez de Irujo | 05-22  |

## Final
| Fecha    | Frontón y localidad | Rojo          | Azul              | Tanteo |
| -------- | ------------------- | ------------- | ----------------- | ------ |
| 07/07/12 | Labrit, Pamplona    | Bengoetxea VI | Martínez de Irujo | 22-12  |

- Datos: Q10860510